# Telmo Bernárdez
Luís Telmo Bernárdez Santomé, más conocido como Telmo Bernárdez, (Redondela, 11 de abril de 1885 - Pontevedra, 12 de noviembre de 1936) fue un médico y político gallego.

## Trayectoria
Nacido en la misma casa que el General Trepé, hijo de Basilio Bernárdez Otero. Fue uno de los impulsores del movimiento político conocido como agrarismo, que luchaba contra la opresión de soluciones formales para los problemas del campesinado, fue redactor de Nueva Gente (1906) y La Opinión (1909). El 17 de febrero de 1923 fue elegido alcalde de Redondela, manteniéndose en el cargo hasta la instauración del régimen dictatorial de Miguel Primo de Rivera, el 13 de septiembre de ese mismo año, momento en el que renuncióu a su puesto. Ejerció también de doctor municipal, después de ser nombrado oficialmente por la Junta Municipal del ayuntamiento de Redondela, el 10 de noviembre de 1923. En 1928 pasó a ser vicepresidente del Colegio Oficial de Médicos de Pontevedra.
Durante la República fue delegado gobernativo en Redondela, y en las elecciones de 1933 se presentó a diputado por la provincia de Pontevedra, pero no consiguió escaño. En febrero de 1936 fue nombrado delegado del gobierno en la Confederación Hidrográfica del Miño y en abril fue elegido compromisario para la elección del presidente de la República. Fue Jefe provincial de Izquierda Republicana.
Tras la sublevación del 18 de julio de 1936 recorrió las calles de Redondela tranquilizando y convenciendo a los vecinos de que no habían opuesto resistencia. Fue detenido el 5 de septiembre y encarcelado en Vigo, en el campo de concentración de la isla de San Simón y Pontevedra. Sometido a juicio sumarísimo, fue condenado a muerte, siendo fusilado el 12 de noviembre en la carretera de Campañó. Su familia y círculo social fue fuertemente represaliado.

## Vida personal
Se casó con Isabel Gómez Costas y tuvo diez hijos, Telmo y Suso, maestros, que fueron depurados y encarcelados, y una hija, Isabel, también maestro, con la que la madre se exilió en Portugal.

## Reconocimientos
Le dieron su nombre a la calle José Regojo de Redondela en 1931. En 1979 le volvieron a dedicar una calle en Redondela.
El 24 de septiembre de 2015 el ayuntamiento de Redondela nombró a Telmo Bernárdez como Figura del año 2015, a propuesta de la asociación cultural Alejandro Otero. Así, se inauguró una placa conmemorativa en su vivienda familiar, y se realizó una exposición monográfica de su trayectoria en la sala de exposiciones Multiusos de la Xunqueira.